# L'Ange noir (film, 1994)
Pour les articles homonymes, voir L'Ange noir.
Pour plus de détails, voir Fiche technique et Distribution.
L'Ange noir est un film français écrit, co-produit et réalisé par Jean-Claude Brisseau, sorti en 1994. Il marque, à ce jour, le plus grand rôle confié par le cinéma à la chanteuse populaire Sylvie Vartan.

## Synopsis
Stéphanie est une femme mariée à un juge. Elle tue le légendaire gangster Aslanian avec l'aide de sa femme de chambre. Elle avait une liaison avec Aslanian mais elle prétend ne pas le connaitre et dit à la police qu'elle l'a tué parce qu'il l'a violée. Mais la police arrête Stéphane.
Son mari magistrat fait appel à un avocat de haut niveau, Paul, pour la défendre. Paul commence à se pencher sur son passé et découvre que Stéphane avait un passé criminel et était autrefois une prostituée qui est apparue dans des films pornographiques avec Aslanian. Paul tombe amoureux de Stéphane et continue de la défendre même s'il sait que son histoire de viol est un mensonge.
Stéphanie est victime d'un chantage de la part de quelqu'un qui menace de révéler son passé. Paul négocie avec l'avocat du maître-chanteur et organise une réunion pour payer les exigences du maître-chanteur. Là, Stéphanie retrouve sa fille Cécile, qui est le maître chanteur et était devenue l'amante d'Aslanian.
Stéphanie est acquittée et relâchée. Lors de la fête célébrant son acquittement, Stéphanie laisse son mari, ses invités et sa vie, et marche vers un taxi qui l'attend. Cécile la suit jusqu'au taxi, lui tire dessus et la tue.
Une voix à la fin du film nous apprend que Paul a été radié, la bonne de Stéphanie est partie et Cécile a été condamnée à une peine avec sursis. Le mari de Stéphanie a pris sa retraite et Cécile gère désormais leur domaine.

## Fiche technique
Sauf indication contraire, les informations mentionnées dans cette section peuvent être confirmées par la base de données cinématographiques Unifrance,  présente dans la section « Liens externes ».
- Titre original : L'Ange noir
- Réalisation et scénario : Jean-Claude Brisseau
- Musique : Jean Musy
- Décors : María Luisa García
- Costumes : Lyvia D'Alche
- Photographie : Romain Winding
- Montage : María Luisa García
- Production déléguée : Alain Sarde
- Production exécutive : Jean-Claude Brisseau
- Sociétés de production : Les Films Alain Sarde ; La Sorcière Rouge (coproduction)
- Sociétés de distribution : UGC (France) ; Action Film (Québec), Les Films de l'Élysée (Belgique), VP Cinetell (Suisse romande)
- Pays de production :  France
- Langue originale : français
- Format : couleur - 1,66:1 - 35 mm - Son Dolby
- Genre : drame
- Durée : 99 minutes
- Dates de sortie :
  - Québec : 11 novembre 1994
  - France : 16 novembre 1994
  - Belgique : 7 décembre 1994 (Bruxelles)
  - Suisse romande : 16 juin 1996

## Distribution
- Sylvie Vartan : Stéphanie Feuvrier
- Michel Piccoli : Georges Feuvrier
- Tchéky Karyo : Paul Delorme
- Alexandra Winisky : Cécile
- María Luisa García : Madeleine
- Philippe Torreton : Christophe
- Bernard Verley : Pitot
- Claude Faraldo : Aslanian
- Claude Giraud : Romain Bousquet
- Claude Winter : Mme Pitot
- Henri Lambert : le juge Dumas
- Francine Olivier : Mme Dumas
- Gérard Lecaillon : l'inspecteur de police
- Aline Perrier : la petite fille
- Jean Bourgnac : le directeur de prison
- Gérard Lageyre : l'huissier
- Sylvie Valade : la maîtresse de Paul
- Dominique Suchareaud : l'invitée
- Carine Nouchy : une demoiselle du claque
- Karine Quatorze : une demoiselle du claque
- Cécile Fleury : une demoiselle du claque
- Elisabeth Auby : une demoiselle du claque
- Bérangère Letoct : une demoiselle du claque
- Mélanie Mazuque : une demoiselle du claque